# Josie Walker
Josie Walker (Belfast, 1970) è un'attrice e cantante britannica, nota soprattutto come interprete di musical.

## Biografia
Ha recitato in musical di grande successo, tra cui: The Sound of Music (Londra, 1992), Cats (tour inglese, 1993), The Beautiful Game (Londra, 2000; candidata al Laurence Olivier Award alla migliore attrice in un musical), Evita (tour neozelandese, 2004), Assassins (Sheffield, 2006), Side By Side By Sondheim (Londra, 2007), Matilda the Musical (Stratford, 2010; Londra, 2011) ed Everybody's Talking About Jamie (Londra, 2017; candidata al Laurence Olivier Award alla migliore attrice in un musical). Ha recitato anche in alcune opere di prosa, tra cui War Horse (2014) e The Ocean at the End of the Lane, per il quale ha ottenuto una nomination al Laurence Olivier Award alla miglior attrice non protagonista nel 2020.

## Filmografia parziale

### Cinema
- Belfast, regia di Kenneth Branagh (2021)
- Il prodigio (The Wonder), regia di Sebastián Lelio (2022)

### Televisione
- Holby City – serie TV, 3 episodi (2008-2015)
- Waterloo Road – serie TV, 8x21 (2013)
- L'amore e la vita - Call the Midwife (Call the Midwife) – serie TV, episodio 3x03 (2014)
- Vera – serie TV, episodio 9x04 (2021)
- This Is Going to Hurt – serie TV, 5 episodi (2022)
- L'ispettore Dalgliesh (Dalgliesh) – serie TV, episodi 3x03-3x04 (2024)
- Andor – serie TV, episodi 2x07-2x12 (2025)

## Doppiatrici italiane
Nelle versioni in italiano delle opere in cui ha recitato, Josie Walker è stata doppiata da:
- Tiziana Avarista ne Il prodigio
- Roberta Greganti in Belfast
- Cristina Boraschi in Andor